# Wolgast

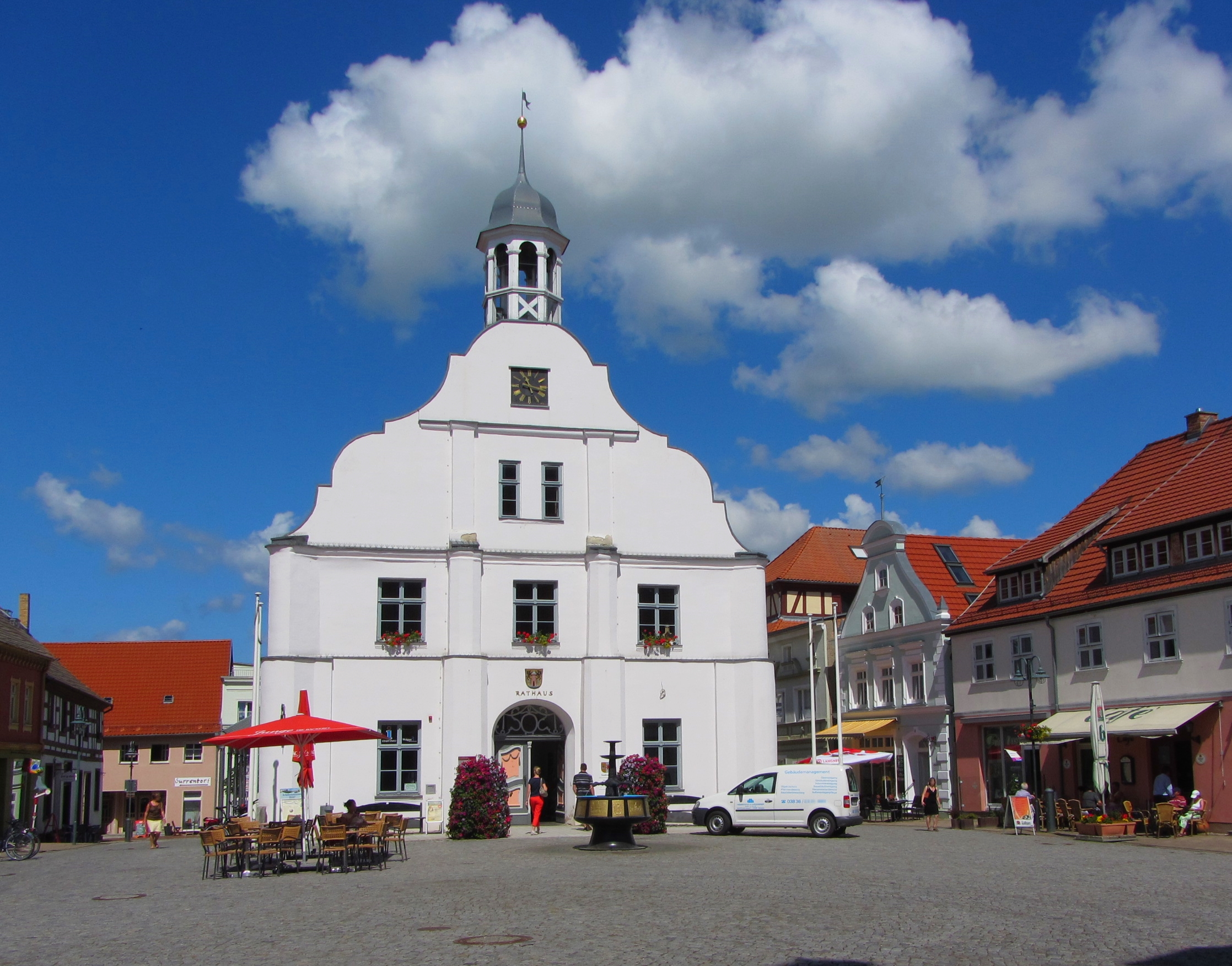
Rathaus Wolgast

Wolgast é uma cidade da Alemanha, localizada no distrito de Vorpommern-Greifswald, estado de Mecklemburgo-Pomerânia Ocidental. Wolgast é a sede da associação municipal Am Peenestrom.
Um dos maiores empregadores de Wolgast é a construtora naval Peene-Werft que desde a sua fundação em 1948 construiu mais de 650 embarcações, entre outros, diversos navios de patrulha da Classe Grajaú para a Marinha do Brasil.

## Personalidades
- Philipp Otto Runge (1777 — 1810), pintor